# Sílfide

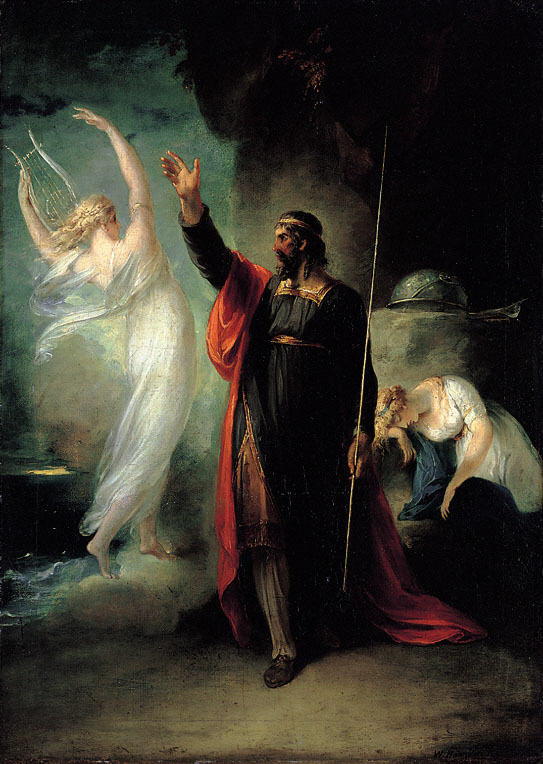
Representación de Próspero y Ariel (izquierda) de La tempestad de Shakespeare, por William Hamilton (1797). Algunos identifican a Ariel con un silfo, si bien esto no aparece en el texto.

La sílfide es un espíritu femenino del aire de la tradición hermética europea. Están relacionadas etimológicamente con los elfos, pero, a diferencia de estos, no existen mitos explícitos sobre ellas. Su forma masculina es el silfo.
El término, en especial su versión masculina usada como genérica, se origina en la obra del médico y alquimista Paracelso, quien los describía como seres elementales del aire; es decir, espíritus ligados al aire como uno de los cuatro elementos de la naturaleza. Dado que la alquimia moderna derivó de Paracelso, los alquimistas y otros grupos esotéricos (como el rosacrucismo) volvieron a menudo al tema de los silfos y las sílfides en su literatura hermética.

## Descripción
Los silfos, como espíritus elementales del aire, aparecen mencionados en la obra del alquimista Paracelso, pero no se los describe. En 1670, el francés Nicolas-Pierre-Henri de Montfaucon de Villars, más conocido como el abad de Villars, escribe una novela titulada Le Comte de Gabalis ou Entretiens sur les sciences occultes en el cual describe a estos espíritus: «El aire está lleno de una multitud de gentes [se refiere a los silfos] de aspecto humano, un poco feroces en su apariencia, pero dóciles en realidad: grandes amantes de las ciencias, sutiles, amigos de los sabios pero enemigos de los necios y de los ignorantes. Sus mujeres y sus hijas son de una belleza varonil, tal como se representa a las Amazonas».
En la literatura inglesa las sílfides aparecen en El rizo robado (Rape of the Lock) de Alexander Pope. El autor satiriza los textos alquímicos y elabora una teoría sobre el origen de las sílfides; según la cual éstas son la condensación química de los humores de las mujeres antipáticas.
En el poema de Pope, las mujeres llenas de rencor y vanidad se convierten en sílfides cuando mueren porque sus espíritus están demasiado llenos de vapores oscuros como para subir al cielo. Belinda, la heroína del poema de Pope, es asistida por un pequeño ejército de sílfides, que fomentan su vanidad y defienden su belleza. En una ligera parodia de la batalla divina en el Paraíso perdido de John Milton, cuando el Barón del poema intenta cortar un mechón del pelo de Belinda, las sílfides interponen sus aéreos cuerpos entre los filos de las tijeras (sin efecto alguno). La jefa de las sílfides en El rizo robado tiene el mismo nombre que el siervo de Próspero, Ariel, en La tempestad de William Shakespeare.
El término sílfide ha pasado al lenguaje común para referirse a los espíritus menores, elementales o hadas del aire y, figuradamente, a las mujeres delgadas, graciosas y de gran belleza. Esta última derivación se debe a su asociación con el ballet La Sílfide (La Sylphide), donde son identificadas con las hadas de las leyendas medievales y con otros «espíritus del aire»; por ejemplo, los que aparecen en El sueño de una noche de verano de Shakespeare.
Este uso ha influido en la literatura fantástica, donde sílfides, silfos y otros seres similares aparecen como protagonistas.

## En la cultura popular
- En el anime Digimon, el personaje Silphymon está basado en una sílfide.
- En el anime Pokémon, el personaje Sylveon está basado en una sílfide.
- En el videojuego Tales of Phantasia, uno de los espíritus elementales que puedes convocar se llama Sylph.
- En varias entregas de la saga de videojuegos Final Fantasy una de las invocaciones se llama Sylph.
- En el manga Black Clover, Sylph aparece como el espíritu mágico del viento que sirve y protege a Yuno.
- En el anime de Sword Art Online, los Sylph aparecen como una de las razas jugables en Alfheim Online junto con los Salamander, Undine, etc.
- En el mundo de fantasía Cosmere, creado por el escritor Brandon Sanderson, podemos encontrar en la saga El Archivo de las Tormentas una representación de un espíritu del aire llamada Sylphrena.
- En el manga y anime Saint Seiya, creado por Masami Kurumada, uno de los espectros del dios Hades es Sylpheed de Basilisco, cuyo nombre se deriva de las sílfides.[5]